# Alluaudomyia lunata
Alluaudomyia lunata är en tvåvingeart som beskrevs av Meillon och Wirth 1983. Alluaudomyia lunata ingår i släktet Alluaudomyia och familjen svidknott. Inga underarter finns listade i Catalogue of Life.